# Scopula toquilla
Scopula toquilla là một loài bướm đêm trong họ Geometridae.